# Bai Hong
Bai Hong (白虹, 24 février 1920 – 28 mai 1992) est une chanteuse chinoise active principalement dans les années 1940. Elle est l'une des « Sept grandes étoiles de la chanson (en) ».

## Biographie
Bai est née sous le nom de Bai Li Zhu. À 12 ans, il intègre la troupe de la Lune brillante (en) et entre dans le monde du spectacle de Shanghai. Elle prend le nom de scène Bai Hong (« Arc-en-ciel blanc »). Elle est l'une des « Trois blanches de Beiping (Pékin) » avec Bai Guang et Bai Yang.
Sa carrière musicale commence à 13 ans. Elle joue dans son premier film à 15 ans. Durant les années 1930, elle une icône de la chanson. En 1934, elle remporte un concours de chant parmi 200 candidates. Elle est connue pour maîtriser le langage et la clarté des expressions lyriques, ce qui l'aide à gagner de nombreux admirateurs. En 1936, elle fait une tournée en Asie du Sud-Est avec la troupe de la Lune brillante. L'année suivante, elle rejoint la troupe de l'opéra de l'Oiseau vert.
Dans les années 1930, elle est l'une des trois grands chanteuses de mandopop avec Zhou Xuan et Gong Qiuxia.
Sa carrière atteint son sommet dans les années 1940 quand son style musical bascule vers le jazz accéléré. Ses chansons les plus célèbres sont Rouge à lèvres d'ivrogne, L'Amour et l'Or, et Les Fleurs ne fleurissent pas sans pluie. Elle est également célèbre pour sa chanson de tango Il est comme le vent du printemps.
Elle épouse le compositeur Li Jin Guang mais ils divorcent en 1950. Elle reste en Chine après 1949 et continue de jouer dans des films communistes. Elle chante aussi à l'opéra de Pékin. Durant la révolution culturelle, son passé dans le Shanghai d'autrefois la rattrape et elle est persécutée. Elle prend sa retraite officielle en 1979.
Elle meurt en 1992 à 72 ans.